# Seznam francoskih psihologov
Seznam francoskih psihologov. (tudi psihoanalitiki...)

## A
- Jenny Aubry?

## B
- Laurence Bataille
- Jean-Léon Beauvois (1943-2020) (soc. psiholog)
- Alfred Binet
- André Bourguignon ?

## C
- Jean-Martin Charcot
- Émile Coué
- Abbé de Coulmier

## D
- Marguerite Derrida ?
- Alain Didier-Weill ?
- Muriel Drazien ?
- Émile Durkheim ?

## G
- Michel Gauquelin

## H
- Jacques Hassoun

## J
- Pierre Janet
- Robert-Vincent Joule (1948-) (soc. psiholog)

## L
- Bruno Latour
- Gustave Le Bon
- René Le Senne
- Rudolph Loewenstein ?

## M
- Jean Maisonneuve (1918-2017) (soc. psiholog)
- Maud Mannoni
- Octave Mannoni
- Jacques-Alain Miller ?
- Judith Miller ? (née Lacan)
- Serge Moscovici

## R
- Théodule-Armand Ribot
- Jacques Roques
- Élisabeth Roudinesco?

## S
- Michel Schneider
- Theodore Simon
- Manès Sperber

## T
- Gabriel Tarde

## V
- Eugenia Varela Navarro ?

## W
- Henri Wallon